# Ibrahim Tankary
Ibrahim Tankary (* 24. März 1972 in Niamey) ist ein ehemaliger nigrischer Fußballspieler.

## Verein
Ibrahim Tankary begann seine Laufbahn 1989 beim nigrischen Verein Liberté Niamey, bei dem er bis 1990 aktiv war. Liberté Niamey wurde 1989 nigrischer Pokalsieger. Tankary war anschließend bei verschiedenen Vereinen in Ouagadougou, der Hauptstadt Burkina Fasos, engagiert: zunächst von 1990 bis 1994 bei RC Kadiogo Ouagadougou, dem burkinischen Pokalsieger von 1994, dann 1995 bei USFA Ouagadougou und schließlich 1996 bei Étoile Filante Ouagadougou, dem burkinischen Pokalsieger desselben Jahres. Nach einem Zwischenspiel beim algerischen US Chaouia in der Saison 1996/1997 wirkte Tankary ab 1997 bei belgischen Vereinen. Er spielte von 1997 bis 1998 bei AC Hemptinne-Eghezée, von 1998 bis 1999 bei Royale Entente Sambrevilloise, von 1999 bis 2000 bei AFC Tubize, von 2000 bis 2003 bei SK Lommel und von 2003 bis 2004 bei FC Brüssel. Von 2004 bis 2006 war er bei SV Zulte Waregem aktiv, dem belgischen Pokalsieger von 2006. Danach wechselte Tankary für die Saison 2005/2006 zum Verein VV St. Truiden und für die Saison 2006/2007 zum Verein Royale Union Saint-Gilloise, der ihn im ersten Halbjahr 2007 an KFC Verbroedering Geel auslieh. Dann stand er in der Saison 2007/2008 bei SK Londerzeel unter Vertrag. 2008 wechselte er zum Amateurverein RUS Albert Schaerbeek und ein Jahr später zu US Walcourt.

## Nationalmannschaft
Von 2002 bis 2003 war Ibrahim Tankary Teil der nigrischen Fußballnationalmannschaft, für die er 5 Länderspiele (3 Tore) absolvierte.

## Sonstiges
Zum 1. Juli 2008 beendete er alters- und verletzungsbedingt seine Profikarriere und begann als Bankberater zu arbeiten.

## Erfolge
Nigrischer Pokalsieger
- 1989

Burkinischer Pokalsieger
- 1994, 1996

Belgischer Pokalsieger
- 2006